# Itilleq Kangilleq
Itilleq Kangilleq [iˈtˢiɬːɜq kaˈŋiɬːɜq] (nach alter Rechtschreibung Itivdleĸ Kangigdleĸ) ist eine wüst gefallene grönländische Rentierzüchtersiedlung im Distrikt Narsaq in der Kommune Kujalleq.

## Lage
Itilleq Kangilleq liegt auf der schmalsten Stelle der Insel Tuttutooq, die sich zwischen den Fjorden Ikersuaq (Bredefjord) und Narluneq (Skovfjord) befindet. Von Itilleq Kangilleq aus sind es 24 km Richtung Ostnordost bis nach Narsaq.

## Bevölkerungsentwicklung
Itilleq Kangilleq war nur kurzzeitig bewohnt. Von 2004 bis 2007 lebte eine Person dort.